# عمارت کوشک
عمارت کوشک: ساختمان کوشک به صورت برونگرا است که محل استقرار آن در محور اصلی باغ در فاصله مرکز تا انتهای باغ می‌باشد. استقرار کوشک در محور اصلی باغ هم متاثر از ساختار هندسی باغ و فراهم کردن بهترین چشم انداز برای آن است و هم تاثیرگذار بر منظر محور اصلی است به طوری که در هنگام ورود به باغ و گذر از عمارت سردر، عمارت کوشک در محور دید قرار می‌گیرد.
طرح کوشک در باغ گسترده ایرانی بر اساس طرح صفه با نقش مربع، یا هشت ضلعی و نیز طرح‌های هشت بهشت در موارد اندکی به صورت مدور می‌باشد. معمولاً اندازه کوشک‌های باغ بین ۱۲ تا ۲۰ متر بود و بزرگترین آن‌ها ... به ۲۵ متر هم می‌رسید.
اغلب کوشک‌ها در چهار جبهه اصلی از خصوصیات کالبدی یکسانی برخوردار بودند. در حالی که در بیشترین موارد جبهه‌ای که از لحاظ نحوه جهت گیری اقلیمی، دید و منظر، موقعیت و برخی دیگر از ویژگی‌های کالبدی امتیاز بیشتری داشت، به عنوان جبهه اصلی بنا انتخاب می‌شد و غالباً در این جبهه ایوانی طراحی و ساخته می‌شد... سطح کوشک و ایوان آن در همه باغ‌ها ... بلندتر از سطح زمین باغ ساخته می‌شد... تا به نحو مناسبی از چشم اندازهای بیرون استفاده شود.